# Paul Legrand

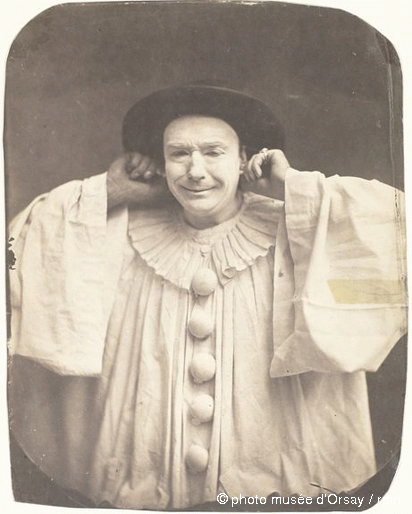
Paul Legrand als Pierrot

Paul Legrand, geboren als Charles Dominique Martin Legrand (* 4. Januar 1816 in Saintes; † 1894 in Paris), war ein französischer Pantomime.

## Biographie
Paul Legrand wurde zuerst von der Familie seiner Mutter, die in Soisy-sur-Seine lebte, großgezogen. Später betrieb seine Mutter ein Lebensmittelgeschäft in der Rue de Tracy in Paris. Dort zog sie ihn und seine drei Geschwister auf. Legrand begann noch als Charles eine Lehre zum Hutmacher, dann Juwelier und schließlich Kammerdiener. Er wollte aber Pantomime werden und konnte Jean-Gaspard Deburau für sich gewinnen, der ihm Unterricht gab. 1839 endlich wurde er im Théâtre des Funambules engagiert. Da es aber bereits einen Charles im Ensemble gab, wurde er einfach Paul genannt. Die Hauptrolle des Pierrot war aber bereits durch Deburau besetzt und Legrand bekam nur eine undankbare Nebenrolle. Deshalb wechselte er an ein Theater nahe La Madeleine, das auch diesen Namen trug. Als dieses die Pforten schloss, wurde er im Théâtre du Luxembourg engagiert. Aber schon sechs Monate später, im Jahr 1840, zog es ihn ins Funambules zurück, wo er auch in allen Ehren wieder ein Engagement erhielt. Seine erste Rolle spielte er im Stück Les Ruines de Mont-Bianco. Seinen ersten persönlichen Erfolg feierte er aber mit der Hauptrolle in der Komödie Ci-Devant jeune Homme.
Als Deburau krankheitsbedingt immer öfter ausfiel, nahm Legrand nach und nach dessen Stelle ein. 1846 starb Deburau und Legrand wurde als Pierrot die Hauptattraktion des Funambules. Erst als Legrand 1848 nach London ging, konnte Charles Deburau, der Sohn Jean-Gaspard Deburaus, die Tradition seines Vaters weiterführen. Jedoch kehrte Legrand schon 1849 nach Paris zurück und im Funambules wurde Les Deux pierrots, ein Stück mit zwei Harlekins, von Auguste Jouhaud auf den Spielplan gesetzt. Legrand konnte sich hierbei durchsetzen und er wurde für den besser bezahlten ersten Pierrot besetzt. Irgendwann wurde Legrand der ständigen Konkurrenz zum Namen Deburau müde und er folgte 1854 Hervé in dessen Les Folies-Nouvelles. Dort blieb er bis 1862. Das folgende Jahr verbrachte er mit einer Tänzerin aus dem Alcazar, einem Revuetheater, in Bordeaux. Zurück in Paris führte er im Folies Marigny eine eigene Adaption der komischen Oper L'automate de Vaucanson von Adolphe de Leuven auf. Nach einer Reise nach Rio de Janeiro im Jahre 1865 kehrte er ins Folies Marigny zurück, wechselte aber in mehrere kleinere Theater und unternahm noch einen Aufenthalt in London. 1870 wurde Legrand die Goldmedaille der Société Royale de Belgique verliehen. 
Als 1885 der alternde Legrand immer weniger Engagements erhielt, ergriff sein Schauspielkollege Frédéric Febvre die Initiative und schrieb über 300 Bittbriefe. Legrand erhielt eine Vielzahl von großen und kleinen Geldbeträgen, was ihm ein bescheidenes Auskommen ermöglichte. So bezog er in einem Mietshaus in der fünften Etage Logis. 1894 wurde ihm seine zu Lebzeiten letzte Ehre erwiesen und er bekam den Ordre des Palmes Académiques verliehen. 1894 starb Legrand.

## Veröffentlichungen
- Mit Félix und Eugène Larcher: Pantomimes de Paul Legrand, Paris : Librairie Theatrale, 1887
- Mit Adolphe Lindheim: Pas comique du ballet du Petit Cendrillon : dansé au théâtre des Folies nouvelles par Monsieur Paul Legrand et le corps de ballet, Paris : L'auteur, 1857
- Mit Pol Mercier: Le chevrier blanc : conte-pantomime, à grand spectacle en cinq tableaux, Paris : Raçon, 1856